# Johnny Get Your Hair Cut

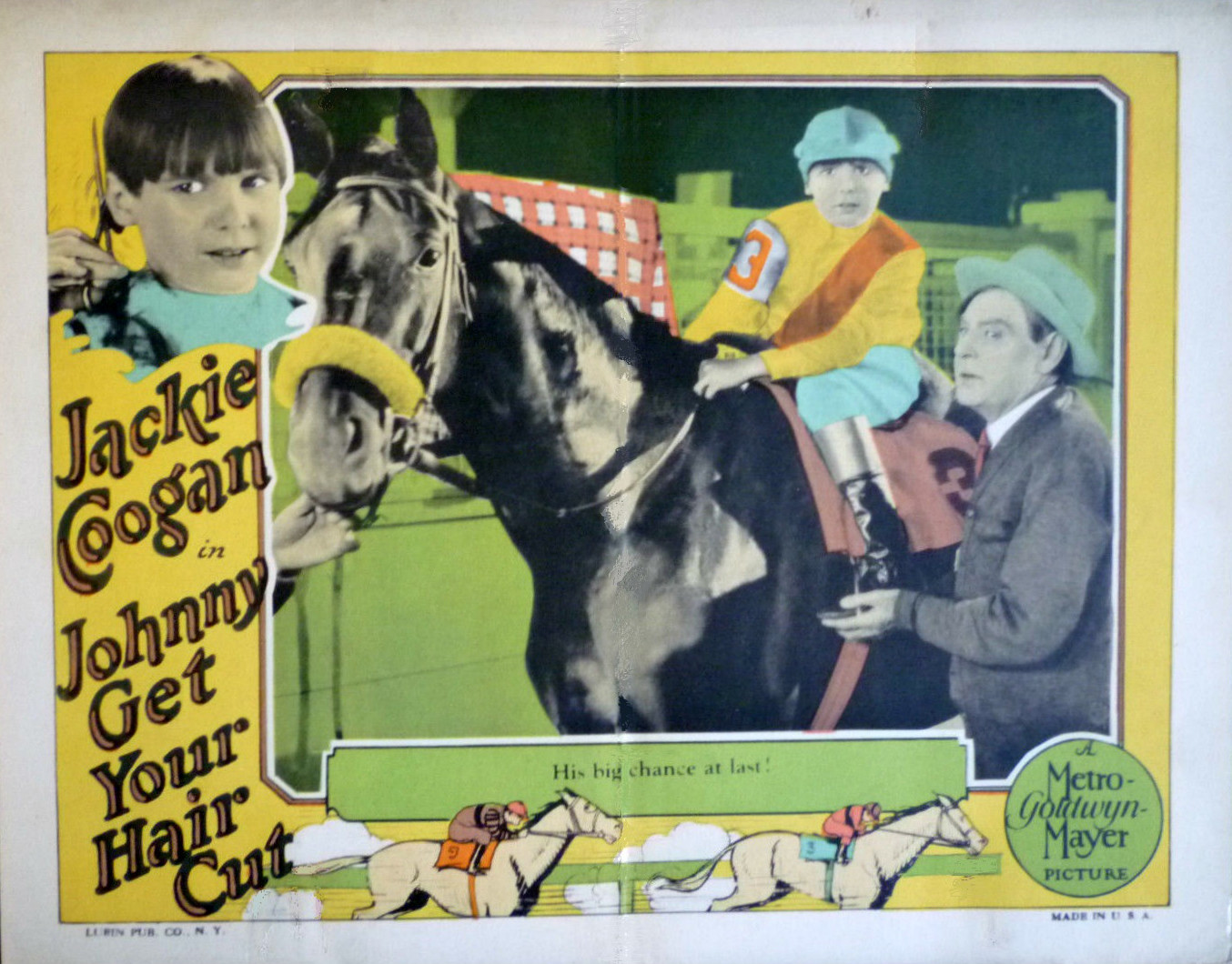
Cartaz do filme

Johnny Get Your Hair Cut é um filme mudo norte-americano de 1927, do gênero comédia, dirigido por B. Reeves Eason e Archie Mayo.

## Elenco
- Jackie Coogan ... Johnny O'Day
- Harry Carey
- James Corrigan ... Pop Slocum
- Maurice Costello ... Baxter Ryan
- Bobby Doyle ... Bobby Dolin
- Knute Erickson ... Whip Evans
- Pat Hartigan ... Jiggs Bradley
- Mattie Witting